# Hacquegnies
Hacquegnies is een dorp in de Belgische provincie Henegouwen, en een deelgemeente van de Waalse gemeente Frasnes-lez-Anvaing.
Hacquegnies was een zelfstandige gemeente, tot die bij de gemeentelijke herindeling van 1977 toegevoegd werd aan de gemeente Frasnes-lez-Anvaing.

## Bezienswaardigheden
- De Sint-Niklaaskerk (Église Saint-Nocolas) is een classicistisch bouwwerk van 1780-1783, gebouwd in baksteen en kalksteen.

## Natuur en landschap
Hacquegnies ligt nabij een verkeersknooppunt waar nationale wegen elkaar kruisen en ook de autoweg E 429 een afslag heeft. De hoogte aan de kerk bedraagt 57 meter.

## Demografische ontwikkeling
- Bronnen:NIS, Opm:1831 tot en met 1970=volkstellingen, 1976= inwoneraantal op 31 december

## Nabijgelegen kernen
Montrœul-au-Bois, Moustier, Frasnes-lez-Buissenal, Ellignies-lez-Frasnes, Anvaing